# Cinereomyces
Cinereomyces là một chi nấm thuộc họ Polyporaceae.